# Vertisol
Vertisol er en jordtype med et højt indhold af ler og lermineraler, som udvider sig i kontakt med vand. Der opstår derved dybe sprækker i tørre perioder. Vertisol findes mellem 50° nord og 45° syd. Den naturlige vegetation på vertisol er græssletter, savanne eller spredt skov.
Vertisol er et element i World Reference Base for Soil Resources.